# نظام الاتحاد الدولي لكرة القدم لمطابقة انتقالات اللاعبين
نظام الاتحاد الدولي لكرة القدم لمطابقة انتقالات اللاعبين يعرف اختصاراً بـ(تي ام اس) هو عبارة عن منصة ألكترونية لأعضاء الاتحاد الدولي لكرة القدم لتسجيل انتقال اللاعبين بين الأندية، تم تطوير نظام مطابقة النقل الدولي (ITMS) بعد دراسة لمدة عامين بتكليف من FIFA عام 2005 لمعالجة المخاوف في سوق الانتقالات. قبل نظام إدارة تكنولوجيا المعلومات، كان هناك غياب للبيانات الموثوقة عن سوق النقل، مما أدى إلى رقابة محدودة على الحركات مثل نشاط النقل الكلي والتدفقات النقدية والنقل العالمي للقاصرين.
وقد تم تقديمه في فبراير 2008 وتم اختباره في 18 بلداً، تمت الموافقة على النظام من قبل كونغرس الاتحاد الدولي عام 2009 ، وأصبح إلزامي من 1 أكتوبر 2010.
يتعين على الناديين المشتركين في عملية النقل إدخال نفس المعلومات في TMS ، وإلا سيتم حظر النقل ولن يتمكن الاتحاد العضو من إصدار شهادة النقل الدولية (ITC).
تم تطوير نوعان من الانظمة:
- نظام مطابقة النقل الداخلي (DTMS) لنقل اللاعبين بين النوادي التابعة لنفس الاتحاد
- نظام المطابقة الدولي لنقل اللاعبين (ITMS) لنقل اللاعبين بين اتحادات كرة قدم مختلفة.